# Planeta Rica (kommun)
Planeta Rica är en kommun i Colombia.   Den ligger i departementet Córdoba, i den nordvästra delen av landet, 400 km norr om huvudstaden Bogotá. Antalet invånare är 61 692.
Följande samhällen finns i Planeta Rica:
- Planeta Rica